# Американсько-британські відносини
Відносини між Великою Британією та Сполученими Штатами коливалися від двох ранніх воєн до конкуренції за світові ринки. З 1940 року країни були близькими військовими союзниками, користуючись особливими відносинами, побудованими як союзники під час війни та партнери по НАТО. Їх пов'язує спільна історія, збіг релігії, спільної мови, правової системи та споріднених зв'язків, які сягають сотень років, включаючи спорідненість, родові лінії серед англійських американців, шотландців, валлійців, корнуольських американців, шотландсько-ірландських американців, ірландські американці і американські британці. Сьогодні велика кількість експатріантів проживає в обох країнах.
На початку XXI століття, Британія підтвердила свої відносини зі Сполученими Штатами в якості його «найбільш важливим двостороннім партнером» в нинішній британській зовнішній політиці, і американська зовнішня політика також підтверджує свої відносини з Англією, як його найбільш важливі відносини, про що свідчить узгодженість політичних питань, взаємне співробітництво в сферах торгівлі, комерції, фінансів, технологій, науковців, а також мистецтва і науки; спільне використання державних і військової розвідки, а також спільних бойових дій і миротворчих місій здійснюється між збройними силами США і британських збройних сил. Канада історично була найбільшим імпортером американських товарів і основним експортером товарів до Сполучених Штатів. Станом на січень 2015 року Велика Британія була п'ятою за обсягом експорту та сьомою — за імпортом товарів. У довгостроковій перспективі історик Пол Джонсон назвав відносини Сполученого Королівства та Сполучених Штатів "наріжним каменем сучасного, демократичного світового порядку ".
Ці дві країни також мали значний вплив на культури багатьох інших країн. Вони є двома основними вузлами англо-сфери, із сукупним населенням трохи менше 400 мільйонів у 2019 році. Разом вони надали англійській мові домінантну роль у багатьох секторах сучасного світу.

## Особливі відносини
Особливі відносини характеризують виключно тісні політичні, дипломатичні, культурні, економічні, військові та історичні відносини між двома країнами. Він спеціально використовується для стосунків з 1940 року

## Історія

### Походження
Після кількох невдалих спроб перше постійне англійське поселення на материковій частині Північної Америки було засновано в 1607 році в Джеймстауні в колонії і домініоні Вірджинії. До 1624 року Колонія та Домініон Вірджинії перестали бути чартерною колонією, якою керувала Лондонська компанія Вірджинія, і стали коронною колонією. У 1630 році пуритани заснували колонію Массачусетської затоки ; вони підкреслюють не лише чисту релігійність, а й освіту та підприємливість.
Менші колонії з'явилися в провінції Мен (1622), провінції Мериленд (1632), колонії Род-Айленд і плантації Провіденс (1636) і колонії Коннектикут (1636). Пізніше відбулося заснування провінції Кароліна (1663) (поділена в 1729 р. на провінцію Північна Кароліна і провінцію Південна Кароліна). Провінції Нью — Гемпшир була заснована у 1691 році, нарешті прийшла провінція Грузії в 1732 році заснував і управляється Джеймсом Оглторп.
Британці створили провінцію Нью-Йорк із завойованої голландської колонії Нові Нідерланди. У 1674 році провінція Нью-Джерсі була відокремлена від Нью-Йорка. У 1681 році Вільям Пенн був нагороджений королівською грамотою короля Карла II про заснування провінції Пенсільванія. Це приваблювало квакерів Пенна, а також багатьох німецьких фермерів та шотландсько-ірландських мешканців.

### Міграція
У 17 столітті близько 350 000 англійських і валлійських мігрантів прибули як постійні мешканці в Тринадцять колоній. У столітті після Актів Союзу це було перевершено за швидкістю та кількістю шотландських та ірландських мігрантів.
Під час британської колонізації були запроваджені ліберальні адміністративні, юридичні та ринкові інститути, позитивно пов'язані з соціально-економічним розвитком. У той же час колоніальна політика була також квазімеркантилістською, заохочуючи торгівлю в межах Імперії, не заохочуючи торгівлю з іншими державами та стримуючи зростання виробництва в колоніях, яке було створено для збільшення торгівлі та багатства населення. мати країну. Велика Британія отримувала набагато більші прибутки від торгівлі цукром своїх комерційних колоній у Карибському басейні.
У колоніальний період також було введено кабальний підневільний стан і рабство. Усі тринадцять колоній були залучені до работоргівлі. Раби в середніх колоніях і колоніях Нової Англії зазвичай працювали домашніми прислугами, ремісниками, робітниками та ремісниками. На початку раби в південних колоніях працювали переважно в сільському господарстві, на фермах і плантаціях, вирощуючи індиго, рис, бавовну та тютюн на експорт.
Французька та індійська війна, велася між 1754 і 1763, був Північноамериканський театр війни Семирічній. Конфлікт, четверта така колоніальна війна між Францією та Великою Британією в Північній Америці, призвів до придбання Британією Нової Франції у французів. Згідно з Паризьким договором, підписаним у 1763 році, французи передали британцям контроль над французькою Луїзіаною на схід від річки Міссісіпі, яка стала відома як Індійський заповідник у Королівській прокламації 1763 року.

### Релігія
Були яскраво виражені релігійні зв'язки батьківщини з колоніями. Більшість церков були пересаджені з Європи. У пуритани Нової Англії рідко підтримували зв'язок з нонконформістів в Англії. Набагато ближчими були трансатлантичні відносини, які підтримували квакери, особливо в Пенсільванії. Підтримували тісні зв'язки і методисти.
Англіканська церква була офіційно заснована в південних колоніях, що означало, що місцеві податки сплачували платню міністра, парафія мала громадянські обов'язки, такі як допомога бідним, а місцева шляхта контролювала парафію. Церква була ліквідована під час американської революції. Англіканські церкви в Америці перебували під владою єпископа Лондона, і тривали дебати про те, чи засновувати англіканського єпископа в Америці. Інші протестанти заблокували будь-яке таке призначення. Після революції новостворена єпископальна церква обрала свого єпископа і трималася на відстані від Лондона.

### Американська революція
Тринадцята Колонія поступово отримує більше самоврядування.  Британська меркантилістська політика стала жорсткішою, що принесло користь материнській країні, що призвело до торговельних обмежень, тим самим обмежуючи зростання колоніальної економіки та штучно обмежуючи потенціал заробітку колоніальних купців. Суми були невеликими, але парламент наполягав на тому, що він є остаточним розпорядником і може в будь-який момент ввести податки. З 1765 по 1775 роки напруженість загострилася через питання оподаткування без будь-якого американського представництва в парламенті. Починаючи з Бостонської різанини 1770 року, коли семеро чоловіків 29-го піхотного полку відкрили вогонь по натовпу ворожих бостонів, які переслідували їх, розмови про революцію поглинули обурених колоністів. Парламент ввів низку податків, таких як Закон про марку, а потім і Закон про чай 1773 року, проти якого розгніваний натовп колоністів протестував на Бостонському чаювання, скидаючи скрині чаю Ост-Індської компанії в Бостонську гавань. Парламент у відповідь ухвалив те, що колоністи назвали «Нетерпимими актами» у 1774 році, які мали на меті позбутися самоврядування в Массачусетсі. Тринадцять колоній стояли разом. Коли в 1775 році в битвах при Лексінгтоні та Конкорді пролунали перші постріли, почалася війна за незалежність Америки. Потім патріоти повільно взяли під контроль всі тринадцять колоній, вигнавши всіх британських чиновників до середини 1776 року. Хоча більшість, відома як патріоти, прагнула досягти незалежності, меншість, відома як лоялісти, хотіла залишитися британськими підданими, вірними королю. Коли Другий Континентальний конгрес зібрався у Філадельфії в травні 1775 року, обговорення, проведені такими відомими діячами, як Бенджамін Франклін, Томас Джефферсон, Джон Хенкок, Семюел Адамс і Джон Адамс, привели до рішення про повну незалежність. Таким чином, Декларація незалежності, одноголосно ратифікованого 4 липня 1776 р., став радикальним і вирішальним розривом. Сполучені Штати Америки стали першою колонією у світі, яка успішно здобула незалежність у сучасну епоху.  За словами Р. Р. Палмера, нова американська нація:
надихнув відчуття нової ери. Це додало нового змісту концепції прогресу. Це дало абсолютно новий вимір ідеям свободи та рівності, які стали звичними в епоху Просвітництва. Це привело людей до звички більш конкретно думати про політичні питання і зробило їх більш готовими критично ставитися до власних урядів і суспільства. Вона скинула з престолу Англію і поставила Америку взірцем для тих, хто шукає кращого світу.
У 1775 році патріоти створили Континентальну армію як оборонну силу. Британська армія повернулася в силу в серпні 1776 року, і захопили місто Нью-Йорк, який став їх базою, поки війна не закінчилася в 1783 році англійці, використовуючи свій потужний флот, може захопити великі порти, але 90 % американців жили в сільській місцевості де вони мали повний контроль. Після захоплення британськими силами вторгнення, які рухалися з Канади під час кампанії в Саратогі 1777 року, Франція вступила у війну як союзник США і додала Нідерланди та Іспанію, як союзники Франції. Британія зазнала втрат, які вона не могла замінити, і не мала великих союзників і кількох друзів у Європі. Потім британська стратегія була переорієнтована на Південь, де вони очікували, що велика кількість лоялістів буде воювати разом із завсідниками. Набагато менше лоялістів взяло зброю в руки, ніж було потрібно Британії; спроби королівства контролювати сільську місцевість на Півдні зазнали невдачі. Коли британська армія намагалася повернутися до Нью-Йорка, її рятувальний флот був повернутий французьким флотом, а її армія була захоплена об'єднаними французько-американськими силами під командуванням генерала Джорджа Вашингтона під час облоги Йорктауна в жовтні 1781 року. Думка в Шотландії часто виступала на користь американської справи або критикувала погану роботу британської армії.

### Мирний договір
Ключові події відбулися у вересні 1782 року, коли міністр закордонних справ Франції Вержен запропонував рішення, проти якого рішуче заперечували його союзники США. Франція була виснажена війною, і всі хотіли миру, крім Іспанії, яка наполягала на продовженні війни, поки не захопить Гібралтар у англійців. Вергеннес уклав угоду, яку прийме Іспанія замість Гібралтару. Сполучені Штати здобудуть незалежність, але будуть обмежені районом на схід від Аппалачських гір. Велика Британія займе територію на північ від річки Огайо. У районі на південь від нього буде створена незалежна індійська держава під контролем Іспанії. Це була б індійська держава-бар'єр. Під час цих переговорів американці зрозуміли, що французька дружба марна: вони могли б отримати кращу угоду безпосередньо з Лондона. Джон Джей негайно сказав британцям, що він готовий вести з ними прямі переговори, відрізавши Францію та Іспанію. Прем'єр-міністр Великої Британії лорд Шелберн погодився. Він повністю відповідав за британські переговори, і тепер він бачив шанс відокремити Сполучені Штати від Франції і зробити нову країну цінним економічним партнером. Західні умови полягали в тому, що Сполучені Штати отримають всю територію на схід від річки Міссісіпі, на північ від Флориди та на південь від Канади. Північна межа була б майже такою ж, як і сьогодні. Сполучені Штати отримають право на риболовлю біля атлантичного узбережжя Канади і погодилися дозволити британським купцям і лоялістам спробувати повернути своє майно. Це був дуже сприятливий договір для Сполучених Штатів, і навмисно так з британської точки зору. Шелберн передбачав дуже прибуткову двосторонню торгівлю між Великою Британією та Сполученими Штатами, що швидко розвиваються, що дійсно сталося.

### Кінець революції
Договір був остаточно ратифікований в 1784 році. Британці евакуювали своїх солдатів і цивільних осіб у Нью-Йорку, Чарльстоні та Савані наприкінці 1783 року. Понад 80 відсотків півмільйона лоялістів залишилися в Сполучених Штатах і стали американськими громадянами. Інші в основному їздили до Канади і називали себе лоялістами Об'єднаної імперії. Купці та бізнесмени часто їздили до Британії, щоб відновити свої ділові зв'язки.  Багаті південні лоялісти, забираючи з собою своїх рабів, зазвичай прямували на плантації в Вест-Індії. Британці також евакуювали близько 3000 чорношкірих лоялістів, колишні раби, які втекли від своїх американських панів і приєдналися до британців; вони поїхали до Нової Шотландії. Багато хто вважав його негостинним і вирушили до Сьєрра-Леоне, щойно створеної британської колонії в Африці.
Нова нація отримала контроль над майже всією землею на схід від Міссісіпі та на південь від річки Святого Лаврентія та Великих озер. Британські колонії Східна і Західна Флорида були передані Іспанії як нагороду. У індіанських племенах в союзі з Англією боролися в ліквідації наслідків; британці проігнорували їх на мирній конференції, і більшість потрапила під американський контроль, якщо тільки вони не переїхали до Канади або на територію Іспанії. Британці тримали форти на Північно-Західній території (теперішній Середній Захід Америки, особливо в Мічигані та Вісконсіні), де вони постачали зброю індіанським племенам.

### 1783—1807: Роль Договору Джея
Торгівля між двома країнами відновилася після закінчення війни. Британці дозволили весь експорт до Америки, але заборонили деякі американські продовольчі товари до своїх колоній у Вест-Індії. Британський експорт досяг 3,7 мільйона фунтів стерлінгів, тоді як імпорт становив лише 750 тисяч фунтів стерлінгів. Дисбаланс спричинив дефіцит золота в США.
У 1785 році Джон Адамс став першим американським повноважним міністром при дворі Сент-Джеймс. Король Георг III прийняв його люб'язно. У 1791 році Велика Британія направила свого першого дипломатичного посла Джорджа Хаммонда до Сполучених Штатів.
Коли Велика Британія та Франція вступили у війну в 1793 році, відносини між Сполученими Штатами і Великою Британією також були на межі війни. Напруженість було розв'язано, коли в 1795 році було схвалено договір Джея. Він започаткував десятиліття миру та процвітання торговельних відносин.  Історик Маршалл Смелсер стверджує, що договір фактично відклав війну з Британією або принаймні відклав її до тих пір, поки Сполучені Штати не будуть достатньо сильними, щоб впоратися з нею.
За словами американського історика Семюела Флагга Беміса, США мали список невирішених проблем:
- Британська армія керувала п'ятьма фортами на території, відведеній США за мирним договором 1783 року в сучасних Мічигані, Огайо та Нью-Йорку.
- Британці підтримували конфлікти індіанців з американськими поселенцями на північному заході (Огайо та Мічиган).
- Британці продовжували вражати моряків на британській службі, які були громадянами США.
- Американські купці вимагали компенсації за 250 торгових суден, які британці захопили в 1793 і 1794 роках.
- Південні інтереси вимагали грошової компенсації власникам звільнених рабів, евакуйованих британцями в 1783 році.
- Американські купці хотіли, щоб Британська Вест-Індія знову була відкрита для американської торгівлі.
- Кордон з Канадою в багатьох місцях був нечітким, і його потрібно було чіткіше окреслити.

Остаточний договір вирішив деякі, але не всі питання. Партія федералістів закликала Сенат ратифікувати угоду Джея, але Республіканська партія була рішуче проти. На чолі з Томасом Джефферсоном та Джеймсом Медісоном республіканці рішуче підтримували Францію і вважали, що Британія ідеологічно виступає проти американських цінностей. Тісні зв'язки з Лондоном прирекли б республіканізм в Америці. Президент Джордж Вашингтон дочекався останнього моменту, а потім зробив рішуче втручання, щоб Договір був ратифікований рівно 2/3 голосів, а необхідні гроші були виділені. Результатом стали два десятиліття миру під час світової війни. Мир тривав до тих пір, поки до влади не прийшли республіканці, а Джефферсон відхилив новий договір і не почав економічну атаку на Британію.

Бредфорд Перкінс стверджує, що договір був першим, який встановлював особливі відносини між Великою Британією та Сполученими Штатами, а другий внесок під час лорда Солсбері. На його думку, договір працював протягом десяти років, щоб забезпечити мир між Британією та Америкою: "Десятиріччя можна охарактеризувати як період «Першого зближення». Як підсумовує Перкінс,
Близько десяти років на кордоні панував мир, спільне визнання цінності комерційних стосунків і навіть, у порівнянні з попередніми та наступними епохами, приглушення суперечок через захоплення кораблів і враження. Дві суперечності з Францією… Англомовні держави ще ближче разом.
Починаючи з 1794 року, договір Джея повернув напруженість назад, Перкінс робить висновок: «Протягом десятиліття світової війни та миру уряди, що змінювалися по обидва боки Атлантики, змогли створити й зберегти сердечність, яка часто наближалася до справжньої дружби».

Історик Джозеф Елліс вважає умови договору «односторонніми на користь Британії», але стверджує, що історики погоджуються, що це було
прозора угода для Сполучених Штатів. Фактично вона робила ставку на Англію, а не на Францію як на гегемонну європейську силу майбутнього, що виявилося пророчим. Він визнав величезну залежність американської економіки від торгівлі з Англією. У певному сенсі це був ранній попередній перегляд доктрини Монро (1823), оскільки він пов'язував американську безпеку та економічний розвиток з британським флотом, який забезпечував захисний щит незліченної цінності протягом дев'ятнадцятого століття. Здебільшого він відкладав війну з Англією, поки Америка не стала економічно і політично більш спроможний боротися з ним.
США проголосили свій нейтралітет у війнах між Англією та Францією (1793—1815) і отримали значну вигоду, продаючи продовольство, деревину та інші товари обом сторонам.
Томас Джефферсон різко виступав проти Договору Джея, бо боявся, що він посилить антиреспубліканських політичних ворогів. Коли Джефферсон став президентом у 1801 році, він не відмовився від договору. Він залишив міністра федералістів Руфуса Кінга в Лондоні для переговорів щодо успішного вирішення невирішених питань щодо готівкових платежів і кордонів. Дружба розірвалася в 1805 році, оскільки відносини ставали дедалі більш ворожими на початку війни 1812 року. Джефферсон відхилив поновлення Договору Джея в Договорі Монро-Пінкні 1806 року, як було домовлено його дипломатами і на яке погодився Лондон; він ніколи не надсилав його до Сенату.
Трансатлантичний работоргівля була в значній мірі пригнічена після Великої Британії прийняла Закон про скасування работоргівлі в 1807 році За наполяганням президента Джефферсона, Сполучені Штати взяли Закон про заборону ввезення рабів в 1807 році, вступили в чинності 1 січня 1808 року.

### Війна 1812 року
Сполучені Штати ввели торгове ембарго, а саме Закон про ембарго 1807 року, у відповідь на британську блокаду Франції, що передбачало відвідування та пошук нейтральних торговців, що призвело до придушення франко-сполученої торгівлі на період наполеонівського періоду. війни.  Королівський флот також сідав на американські кораблі і справив враження на моряків, підозрюваних у британських дезертирах.  Експансії на Середній Захід (тобто від Огайо до Вісконсина) перешкоджали індіанські племена, які отримували боєприпаси та підтримували британські агенти. Справді, метою Британії було створення незалежної індійської держави, щоб блокувати експансію США на захід.
Після провалу дипломатії та бойкоту на перший план вийшло питання національної честі та незалежності. Брендс каже: «Інші військові яструби говорили про боротьбу з Британією як про другу війну за незалежність; [Ендрю] Джексон, який все ще мав шрами від першої війни за незалежність, дотримувався цієї точки зору з особливим переконанням. Наближення конфлікту було про порушення американських прав, але це також було підтвердженням американської ідентичності».
Нарешті, у червні 1812 року президент Джеймс Медісон закликав до війни і подолав протистояння бізнес-інтересів на північному сході. Стратегія США передбачала війну проти британського судноплавства і, зокрема, припинення поставок їжі на британські цукрові плантації у Вест-Індії. Завоювання північних колоній, які пізніше стали Канадою, було тактикою, покликаною надати США міцну позицію на переговорах. Головною метою Британії було перемогти Францію, тому до тих пір, поки це не сталося в 1814 році, війна була переважно оборонною. Щоб залучити союзників серед корінних американців на чолі з Текумсе, британці пообіцяли створити незалежну індіанську державу на території, на яку претендують Сполучені Штати. Британські і канадські війська неодноразово відбивали вторгнення американських військ, які були недостатньо підготовлені, погано керовані та підірвані через відсутність підрозділів міліції, командири яких відмовлялися тимчасово передати їх під федеральний контроль. Тим не менш, американські війська взяли під контроль озеро Ері в 1813 році і знищили наступальні можливості індіанських сил, союзних британцям, на північному заході та півдні. Британське вторгнення в Чесапікську затоку в 1814 році завершилося спаленням Вашингтона, але наступна британська атака на Балтимор була відбита. Британське вторгнення в Нью-Йорк у 1814 році було відбито в битві під Платтсбургом і вторгнення в Луїзіану, яке розпочалося до того, як звістка про припинення війни дійшла до генерала Ендрю Джексона, зазнало рішучої поразки в битві за Новий Орлеан в 1815 році. Переговори почалися в 1814 році і сторони підписали Гентський договір, який відновив status quo ante bellum: жодних територіальних здобутків не було. сторона, і британська стратегія створення незалежної індіанської держави була залишена після сильного американського тиску. Сполучене Королівство зберегло теоретичне право на враження, але перестало вражати будь-яких моряків, тоді як Сполучені Штати назавжди відмовилися від цього питання.  США відзначили результат як переможну «другу війну за незалежність». Англійці, остаточно розгромивши Наполеона на Битві при Ватерлоо — відсвяткувала цей тріумф і значною мірою забула свою другу війну зі США. Напруженість між США та Канадою була вирішена дипломатським шляхом. Війна 1812 року ознаменувала кінець тривалого періоду конфлікту (1775—1815) і започаткувала нову еру миру між двома народами.

### Диспути 1815–60
Доктрина Монро, односторонній відповідь в 1823 році до британського пропозицією спільної декларації, вираженої американську ворожість по відношенню до подальшого європейського посяганню в Західній півкулі. Тим не менш, Сполучені Штати виграли від спільного погляду на британську політику та її застосування Королівським флотом. У 1840-х роках кілька штатів обірвали облігації, що належали британським інвесторам. Після цього лондонські банкіри уникали державних облігацій, але вкладали значні кошти в американські залізничні облігації.
У кількох епізодах американський генерал Вінфілд Скотт виявився розумним дипломатом, стримуючи емоції та досягаючи прийнятних компромісів. Скотт займався справою «Керолайн» у 1837 році. Повстанці з Британської Північної Америки (тепер Онтаріо) втекли до Нью-Йорка і використали невелике американське судно під назвою «Каролайн» для контрабанди постачання в Канаду після того, як їхнє повстання було придушене. Наприкінці 1837 року канадська міліція перетнула кордон зі США і спалила корабель, що призвело до дипломатичних протестів, спалаху англофобії та інших інцидентів.
Напруга на нечіткому кордоні Мен-Нью-Брансвік включала конкуруючі команди лісорубів у безкровній війні Арустука 1839 року. Стрілянини не було, але обидві сторони намагалися підтримати національну честь і отримати ще кілька миль лісової землі. Кожна сторона мала стару секретну карту, яка, очевидно, показувала, що інша сторона має кращу юридичну справу, тому компроміс було легко досягнуто в Угоді Вебстера-Ешбертона 1842 року, яка врегулювала кордон між штатами Мен і Міннесота. У 1859 році безкровна свиняча війна визначила положення кордону по відношенню до островів Сан-Хуан і островів Перської затоки.
З 1840-х до 1860-х років британські лідери постійно дратувалися тим, що вони вважали потуранням Вашингтону демократичній натовпі, як у прикордонній суперечці в Орегоні в 1844—1846 роках. Однак громадська думка британського середнього класу відчула «особливі стосунки» між двома народами, засновані на мові, міграції, євангельському протестантизмі, ліберальних традиціях та великій торгівлі. Цей виборчий округ відкинув війну, змусивши Лондон заспокоїти американців. Під час справи Трента наприкінці 1861 року Лондон підвів лінію, і Вашингтон відступив.
У 1844-48 роках обидві країни мали однакові претензії на Орегон. Цей район був значною мірою не врегульованим, що дозволило легко покласти край кризі в 1848 році шляхом компромісу, який розділив регіон порівну, з Британською Колумбією до Великої Британії та Вашингтоном, Айдахо та Орегоном до Америки. Потім США звернули свою увагу на Мексику, яка загрожувала війною через анексію Техасу. Британія безуспішно намагалася поміркувати мексиканців, але коли почалася війна, вона залишилася нейтральною. США отримали Каліфорнію, до якої британці проявляли лише побіжний інтерес.

### Нікарагуанський канал
Відкриття золота в Каліфорнії в 1848 році принесло великий попит на прохід до копальні, з основними маршрутами, які перетинають хворобами охопленої Панами, щоб уникнути дуже довго повільно парусного подорожі навколо всіх Південної Америки. Була побудована залізниця, яка перевозила 600 000 пасажирів, але загроза захворювання залишалася. Канал у Нікарагуа був набагато більш здоровим і привабливим варіантом, і американські бізнесмени отримали необхідні дозволи, а також договір США з Нікарагуа. Однак британці були налаштовані перекрити американський канал і захопили ключові місця на узбережжі Москіто в Атлантиці, які блокували його. У Вашингтоні керувала партія вігів, на відміну від войовничих демократів хотів ділового мирного рішення. Сполучені Штати вирішили, що канал має бути відкритим і нейтральним для всього світового руху, а не мілітаризованим. Напруга загострилася локально, з невеликими фізичними протистояннями на місцях. Вашингтон і Лондон знайшли дипломатичне рішення. Договір Клейтона-Бульвера 1850 року гарантував рівні права на канал як США, так і Великої Британії. Кожен погодився не колонізувати Центральну Америку. Проте жоден канал Нікарагуа так і не був запущений.
Відкриття трансконтинентальної залізниці в 1869 році зробило подорож до Каліфорнії швидким, дешевим і безпечним. Американці втратили інтерес до каналів і зосередили свою увагу на внутрішньому розширенні. Тим часом британці звернули свою увагу на побудований французами Суецький канал, який став їх основною сполучною ланкою з Індією та Азією. Лондон залишив вето на будівництво американського каналу в Нікарагуа. У 1890-х роках французи доклали значних зусиль, щоб побудувати канал через Панаму, але він самознищився через неправильне управління, серйозну корупцію і особливо смертельні хвороби. Наприкінці 1890-х років Велика Британія побачила необхідність значно покращити відносини зі Сполученими Штатами і погодилася дозволити США побудувати канал через Нікарагуа або Панаму. Вибір була Панама. Договір Хея-Паунсфота 1901 року замінив договір Клейтона-Бульвера і прийняв правило нейтралізації Панамського каналу, який побудували США; він був відкритий у 1914 році

### Громадянська війна в США
У Громадянській війні в США основною метою Конфедерації було здобути визнання з боку ВеликоЇ британії та Франції, що, як вона очікувала, приведе їх до війни зі США і дозволить Конфедерації здобути незалежність.  Завдяки розумній американській дипломатії жодна країна ніколи не визнала Конфедерацію, і війну з Британією вдалося уникнути. Тим не менш, у Британії були значні настрої на користь послаблення США, допомагаючи Півдні перемогти. На початку війни Велика Британія випустила проголошення нейтралітету. Конфедеративні Штати Америки взяли на себе всі разом, що Британія, безсумнівно, вступить у війну, щоб захистити свою життєво важливу поставку бавовни. Це «Кінг Бавовна» Аргумент був однією з причин, чому конфедерати в першу чергу відчували впевненість у вступі до війни, але жителі півдня ніколи не консультувалися з європейцями і запізнилися з відправкою дипломатів. Ще до початку бойових дій у квітні 1861 року громадяни Конфедерації (діючи без урядових повноважень) скоротили відвантаження бавовни, намагаючись застосувати бавовняну дипломатію. Це зазнало невдачі, оскільки у Великій Британії були склади, заповнені бавовною, вартість якої різко зростала; лише в 1862 році нестача стала гострою
«Справа Трента» наприкінці 1861 року ледь не спричинила війну. Військовий корабель ВМС США зупинив британське цивільне судно RMS Trent і зняв двох дипломатів Конфедерації, Джеймса Мюррея Мейсона і Джона Слайделла. Англія готувалася до війни і вимагала їх негайного звільнення. Президент Лінкольн звільнив дипломатів, і епізод закінчився тихо.
Британія усвідомила, що будь-яке визнання незалежної Конфедерації буде розглядатися як акт війни проти Сполучених Штатів. Британська економіка була в значній мірі залежить від торгівлі зі Сполученими Штатами, особливо дешевий імпорт зерна, який в разі війни буде відрізаний від американців. Справді, американці розпочали б повну морську війну проти всього британського торгового флоту.
Незважаючи на обурення та інтенсивні протести США, Лондон дозволив британській CSS Alabama покинути порт і стати торговим рейдером під військово-морським прапором Конфедерації. Війна закінчилася в 1865 році; арбітраж вирішив це питання в 1871 році з виплатою 15,5 мільйонів доларів золота за заподіяні збитки.
У січні 1863 року Лінкольн видав Прокламацію про емансипацію, яку рішуче підтримали ліберальні елементи Великої Британії. Британський уряд передбачив, що емансипація рабів в Америці призведе до расової війни в країні, і що втручання може знадобитися з гуманітарних міркувань. Це передбачення виявилося безпідставним, а зниження можливостей Конфедерації — наприклад, втрата головних портів і річок — зробило ймовірність успіху все меншою і меншою.

### Кінець 19 століття

#### Канада
Протягом 1860-х років стосунки були прохолодними, оскільки американці обурювалися ролями британців і канадців під час громадянської війни. Після війни американська влада подивилася в інший бік, оскільки ірландські католики " феніани «планували і навіть намагалися вторгнутися в Канаду, щоб створити тиск на незалежну Ірландію.  Ірландські американські політики, зростаюча влада в Демократичній партії, вимагали більшої незалежності для Ірландії та зробили антибританську риторику, яку називають „підкручуванням левового хвоста“, основним елементом виборчої кампанії, що звертається до ірландців.
Арбітраж претензій Алабами в 1872 році забезпечив задовільне примирення; Британці заплатили Сполученим Штатам 15,5 мільйонів доларів за економічний збиток, завданий придбаними у них військовими кораблями ВМС Конфедерації.  Канаду ніколи не можна було захистити, тому британці вирішили скоротити свої втрати та усунути ризик конфлікту зі США Перше міністерство Вільяма Гладстона відійшло від усіх своїх історичних військових і політичних обов'язків у Північній Америці. Він повернув додому свої війська (зберігши Галіфакс як атлантичну військово-морську базу) і передав відповідальність місцевим жителям. Це дозволило в 1867 році об'єднати окремі канадські колонії в самоврядну конфедерацію під назвою „ Домініон Канади“.».

#### Вільна торгівля
Британія продовжувала свою політику вільної торгівлі, навіть коли її основні суперники, США та Німеччина, звернулися до високих мит (як і Канада). Американська важка промисловість зростала швидше, ніж Британія, і до 1890-х років витісняла британське обладнання та інші продукти зі світового ринку.  Однак Лондон залишався світовим фінансовим центром, навіть незважаючи на те, що значна частина його інвестицій була спрямована на американські залізниці. Американці залишалися далеко позаду британців у міжнародних перевезеннях та страхуванні.
Американське економічне «вторгнення» на внутрішній ринок Британії вимагало відповіді.  Британські консерватори пропагували те, що вони називали «тарифною реформою», яка полягала у підвищенні тарифів, особливо з країн за межами Британської імперії. Ліберали контратакували, представивши тарифну реформу як непатріотичну. Мита були остаточно введені в 1930-х роках. Без тарифів для їх захисту британські бізнесмени були змушені втратити свій ринок або ж переосмислити та модернізувати свою діяльність. Наприклад, черевна і взуттєва промисловість зіткнулася зі збільшенням імпорту американського взуття; Американці захопили ринок взуттєвої техніки. Британські компанії усвідомили, що їм потрібно протистояти конкуренції, тому вони переглянули свої традиційні методи роботи, використання робочої сили та виробничі відносини, а також переосмислили, як продавати взуття на ринку з точки зору попиту на моду.

### Прикордонні суперечки Венесуели та Аляски
У 1895 р. у Південній Америці вибухнула нова криза. Прикордонний спір між Британською Гвіаною та Венесуелою спричинив кризу, коли Вашингтон виступив на бік Венесуели. Пропаганда, спонсорована Венесуелою, переконала американську громадськість у тому, що британці посягають на територію Венесуели. Прем'єр-міністр Солсбері твердо стояв на своєму. Криза загострилася, коли президент Гровер Клівленд посилався на доктрину Монро, висунув ультиматум наприкінці 1895 року. Кабінет Солсбері переконав його, що він повинен звернутися до арбітражу. Обидві сторони заспокоїлися, і питання було швидко вирішено через арбітраж, який значною мірою підтримав позицію Великої Британії щодо правової лінії кордону. Солсбері залишався розлюченим, але в Лондоні на чолі з лордом Лендсдауном було досягнуто консенсусу щодо пошуку більш дружніх відносин зі Сполученими Штатами.  Підтримуючи латиноамериканську націю проти зазіхань британців, США покращили відносини з латиноамериканцями, а дружня манера процедури покращила дипломатичні відносини з Великою Британією.
Договір Олні-Паунсфота 1897 року був запропонованим договором між США та Великою Британією в 1897 році, який вимагав арбітражного розгляду великих суперечок. Незважаючи на широку підтримку громадськості та еліти, договір був відхилений Сенатом США, який заздрив його прерогативам, і так і не набув чинності.
Арбітраж був використаний для врегулювання спору щодо кордону між Аляскою та Канадою, але канадці відчули себе зрадженими. Американські та російські дипломати, які складали договір про купівлю Аляски 1867 року, неоднозначно накреслили кордон між Канадою та Аляскою. З золотою лихоманкою в канадському Юконі в 1898 році шахтарі повинні були проникнути через Аляску. Канада хотіла змінити кордон, щоб отримати власний морський порт. Канада відхилила американську пропозицію про довгострокову оренду американського порту. Питання дійшло до арбітражу та прикордонного спору з Аляскою було остаточно вирішено арбітражем у 1903 році. Рішення було на користь США, коли британський суддя став на бік трьох американських суддів проти двох канадських суддів у складі арбітражної комісії. Громадська думка Канади була обурена тим, що Лондон пожертвував їхніми інтересами на благо британо-американської гармонії.

### Велике зближення
Велике зближення — це зближення соціальних і політичних цілей між Сполученим Королівством і Сполученими Штатами з 1895 року до початку Першої світової війни в 1914 році. Великий ірландський католицький елемент у США став головною базою для вимог незалежності Ірландії, а іноді й протидії -Британська риторика, особливо під час виборів.
Найпомітнішою ознакою покращення відносин під час Великого зближення були дії Великої Британії під час іспано-американської війни (початок 1898). Спочатку Британія підтримувала Іспанську імперію та її колоніальне панування над Кубою, оскільки передбачувана загроза американської окупації та територіального придбання Куби Сполученими Штатами може зашкодити британським торговим і комерційним інтересам у межах її власних володінь у Вест-Індії. Однак після того, як Сполучені Штати дали щирі запевнення, що вони нададуть незалежність Кубі (що врешті-решт відбулося в 1902 році на умовах, продиктованих поправкою Платта), британці відмовилися від цієї політики і зрештою стали на бік Сполучених Штатів, на відміну від більшості інших європейських держав, які підтримували Іспанію. Натомість уряд США підтримав Британію під час англо-бурської війни, хоча багато американців віддавали перевагу бурам.
Перемога в іспано-американській війні дала Сполученим Штатам імперіалістичний вплив за кордоном. США та Велика Британія підтримали політику відкритих дверей у Китаї, блокуючи розширення інших імперій. Обидві країни надали солдатів Альянсу восьми націй, який придушив повстання боксерів у Китаї в 1900 році
Морська блокада кількох місяців (1902—1903) ввів проти Венесуели Великої Британії, Німеччини та Італії над президентом Сіпріано Кастро відмова "з виплати зовнішніх боргів і збитків, понесених громадянами Європи останнім часом невдалої громадянської війни. Кастро припускав, що доктрина Монро бачили б, щоб США запобігали європейському військовому втручанню, але тодішній президент Теодор Рузвельт вважав доктрину щодо захоплення території європейцями, а не втручання як такої. Рузвельт також був стурбований загрозою проникнення в регіон Німеччини та Великої Британії. Оскільки Кастро не зміг відступити під тиском США та все більш негативною реакцією британської та американської преси на цю справу, президент Рузвельт переконав країни, що блокують, погодитися на компроміс, але зберіг блокаду під час переговорів щодо деталей рефінансування боргу за Вашингтонськими протоколами. Цей інцидент став основною рушійною силою наслідку Рузвельта та подальшої політики США «Велика палка» та доларової дипломатії в Латинській Америці.
У 1907—1909 роках президент Рузвельт відправив «Великий білий флот» у міжнародне турне, щоб продемонструвати потужність військово-морського флоту Сполучених Штатів, який став другим після Королівського флоту за розмірами та вогневою потужністю.

### Перша світова війна
Сполучені Штати проводили політику суворого нейтралітету і були готові експортувати будь-який товар в будь-яку країну. Німеччина не могла нічого імпортувати через британську блокаду, тому американська торгівля велася з нейтральними та союзними державами. Британські покупки фінансувалися за рахунок продажу американських активів, що належали британцям. Коли це було вичерпано, британці взяли значні позики в нью-йоркських банках. Коли наприкінці 1916 року цей кредит вичерпався, Британія наблизилася до фінансової кризи.
Американська громадська думка невпинно рухалася проти Німеччини, особливо після бельгійських звірств у 1914 році та затоплення RMS Lusitania в 1915 році. Великий німецько-американський та ірландський католицький елемент закликав не брати участь у війні, але німецькі американці все частіше маргіналізовані. Берлін відновив необмежену підводну війну в 1917 році, знаючи, що це призведе до війни зі США. Запрошення Німеччини до Мексики приєднатися до війни проти США в телеграмі Циммермана стало останньою краплею, і США оголосили війну в квітні 1917 року. Місія Бальфурау квітні та травні намагався сприяти співпраці між Великою Британією та США. Американці планували відправити гроші, їжу та боєприпаси, але незабаром стало зрозуміло, що для вирішення війни на Західному фронті знадобляться мільйони солдатів.
США відправили до Європи два мільйони солдатів під командуванням генерала Джона Дж. Першінга, і після закінчення війни їх буде ще більше.  Багато з союзних військ скептично ставилися до компетенції американських експедиційних сил, яким у 1917 році не вистачало підготовки та досвіду. До літа 1918 року американські тістяки прибували до 10 000 на день, оскільки німецькі війська скорочувалися через те, що в них закінчилася робоча сила.
Перший саміт відбувся в Лондоні наприкінці 1918 року між Вудро Вільсоном і прем'єр-міністром Девідом Ллойд Джорджем. Це пройшло погано, оскільки Вілсон не довіряв Лойд Джорджу як інтригану, а Лойд Джордж скаржився, що президент був надмірно моралізаторським. Вони працювали разом на Паризькій мирній конференції 1919 року як частина Великої четвірки. Вони пом'якшили вимоги прем'єр-міністра Франції Жоржа Клемансо остаточно послабити нову Веймарську республіку. Пізніше Лойд Джордж жартівливо сказав, що сидіти між ними було як «сидіння між Ісусом Христом і Наполеоном».
Джон В. Девіс (1873—1955) служив послом Вільсона з 1918 по 1921 рік. Житель півдня із Західної Вірджинії, він відображав глибоку підтримку південної сторони вілсонізму, заснованого на відродженому патріотизмі, недовірі до Республіканської партії та відродженню англофільства. Девіс виступав у Лондоні для Ліги Націй, спираючись на свою патерналістичну віру в те, що мир залежить насамперед від англо-американської дружби та лідерства. Він був розчарований неправильним управлінням Вільсоном з ратифікацією договору, а також республіканським ізоляціонізмом і недовірою до Ліги.

### Міжвоєнні роки
Протягом 1920-1930-х років рівень взаємної ворожості був помірно високим. Британська дипломатична установа в основному не довіряла Сполученим Штатам з низки причин. Вони включали підозру британців щодо ново віднайденої глобальної могутності, намірів та надійності Америки. Специфічні тертя включали відмову США від Ліги Націй, відмову скасувати військові борги Великої Британії перед скарбницею США, високі американські тарифи 1930 року 1930 року і особливо раптовий руйнівний вихід Франкліна Рузвельта з Лондонської економічної конференції 1933 року. обидві країни, інша сторона втратила популярність. Американці не любили Британську імперію, особливо її правління в Індії. Хоча незалежність Ірландії усунула основне джерело англо-американської напруженості, ірландсько-американська спільнота, тим не менш, повільно відкидала свій історичний антагонізм. Сам Рузвельт публічно заявив про свою підтримку самовизначення колонізованих країн.
Незважаючи на тертя, Лондон усвідомив, що Сполучені Штати тепер є найсильнішою державою, і зробив кардинальним принципом британської зовнішньої політики «розвивати найближчі відносини зі Сполученими Штатами». В результаті Велика Британія вирішила не поновлювати свій військовий союз з Японією, яка ставала головним суперником Сполучених Штатів на Тихому океані.
Президент Уоррен Гардінг виступив спонсором успішної Вашингтонської військово-морської конференції в 1922 році, яка в основному завершила гонку морських озброєнь на десять років. Зростання американської військово-морської могутності в 1916—1918 роках ознаменувало кінець переваги Королівського флоту, затемнення, визнане Вашингтонським морським договором 1922 року, коли Сполучені Штати і Велика Британія погодилися на рівні квоти на військові кораблі. До 1932 року договір 1922 року не був продовжений, і Велика Британія, Японія та США знову були у військово-морській гонці.
У 1924 році аристократичний дипломат Есме Говард повернулася до Вашингтона як посол. Спочатку спантеличений провінційним походженням і ексцентричним стилем президента Келвіна Куліджа, Говард почав любити президента і довіряти йому, розуміючи, що він був примирливим і прагне знайти рішення взаємних проблем, таких як Договір про алкогольні напої 1924 року, який зменшив тертя щодо контрабанди. Вашингтон був дуже задоволений, коли Британія розірвала союз з Японією. Обидві нації були задоволені, коли в 1923 році проблема воєнного боргу була скомпрометована на задовільних умовах. Лондон переговорив про свій борг перед казначейством США в розмірі 978 мільйонів фунтів стерлінгів, пообіцявши регулярні виплати в розмірі 34 мільйони фунтів стерлінгів протягом десяти років, а потім 40 мільйонів фунтів стерлінгів протягом 52 років. Ідея полягала в тому, щоб США позичили гроші Німеччині, яка, у свою чергу, виплатила репарації Великій Британії, яка в свою чергу виплатила свої позики від уряду США. У 1931 році всі німецькі платежі припинилися, а в 1932 році Британія призупинила свої платежі США, що викликало гнів американської громадської думки. Британський борг був остаточно погашений після 1945 року.
Ліга Націй була створена, але Вілсон відмовився вести переговори з республіканськими прихильниками Ліги. Вони заперечували проти положення, яке дозволяло Лізі змусити Сполучені Штати приєднатися до війни, оголошеної Лігою, без схвалення Конгресу або президента. Версальський договір був переможений в Сенаті. Сполучені Штати ніколи не приєдналися до Ліги, залишивши Велику Британію та Францію домінувати в організації. У будь-якому випадку, він мало впливав на основні питання і був замінений в 1946 році Організацією Об'єднаних Націй, в основному розробленою Рузвельтом в його штабі, в якій і Велика Британія, і Сполучені Штати мали право вето.  Основні конференції, особливо Вашингтонська конференція 1922 року, відбувалися поза егідою Ліги. США відмовилися відправляти офіційних делегатів до комітетів Ліги, натомість направивши неофіційних «спостерігачів».
Кулідж був вражений успіхом Вашингтонської військово-морської конференції 1921—1922 років і скликав другу міжнародну конференцію в 1927 році, щоб розглянути відповідні морські питання, особливо встановивши обмеження на кількість військових кораблів до 10 000 тонн. Конференція відбулася в Женеві. Це не вдалося, оскільки Франція відмовилася брати участь, а більшість делегатів були адміралами, які не хотіли обмежувати свій флот.  Кулідж слухав своїх власних адміралів, але президент Гувер цього не зробив, і в 1930 році все-таки досяг військово-морської угоди з Великою Британією.  Другий саміт відбувся між президентом Гербертом Гувером і прем'єр-міністром Рамзі Макдональдомв Сполучених Штатах у 1929 році. Обидва чоловіки були серйозно віддані миру, і зустріч пройшла гладко в обговореннях щодо обмеження військово-морських озброєнь і застосування мирного пакту Келлога-Бріанда 1928 року. Одним із результатів був успішний Лондонський морський договір про 1930, який продовжував обмеження військових кораблів серед великих держав, вперше викладені в 1922 році
Під час Великої депресії, починаючи з кінця 1929 року, США були зайняті своїми внутрішніми справами та економічним відновленням, дотримуючись ізоляціоністської політики. Коли США підвищили мита в 1930 році, британці у відповідь підвищили свої мита проти зовнішніх країн (наприклад, США), надавши спеціальні торгові преференції всередині Співдружності. США вимагали скасувати ці спеціальні торгові преференції в 1946 році в обмін на велику позику.
З 1929 по 1932 рік загальна світова торгівля впала більш ніж на дві третини, тоді як торгівля між США та Великою Британією скоротилася з 848 мільйонів доларів до 288 мільйонів доларів, що на дві третини (66 %). Прихильники високого тарифу 1930 року ніколи не очікували цього, і підтримка високих тарифів швидко зникла.
Коли Велика Британія в 1933 році скликала всесвітню Лондонську економічну конференцію, щоб допомогти розв'язати депресію, президент Франклін Д. Рузвельт приголомшив світ, раптово відмовившись від співпраці, що миттєво припинило корисність Конференції.
Напруга навколо ірландського питання зникла з незалежністю Ірландської Вільної Держави в 1922 році. Американські ірландці досягли своєї мети, і в 1938 році їхній найвидатніший речник Джозеф П. Кеннеді, демократ, близький до Рузвельта, став послом при суді св. Джеймса. Він перейшов до вищого лондонського суспільства, а його дочка вийшла заміж за аристократію. Кеннеді підтримував політику Невіла Чемберлена щодо умиротворення Німеччини, а коли почалася війна, він сказав Вашингтону, що перспективи виживання Британії були похмурими. Коли в 1940 році до влади прийшов Вінстон Черчилль, Кеннеді втратив увесь свій вплив у Лондоні та Вашингтоні. Вашингтонські аналітики звернули більше уваги на виміряний оптимізм бригадного генерала Бредфорда Г. Чайновета, військового аташе військового міністерства в Лондоні.

### Друга світова війна
Хоча багато американського народу прихильно ставилися до Великої Британії під час війни з нацистською Німеччиною, існувала широка опозиція американському втручанню в європейські справи. Це знайшло відображення в серії актів про нейтралітет, ратифікованих Конгресом Сполучених Штатів у 1935, 1936 і 1937 роках. Однак політика президента Рузвельта щодо готівки й перевезення все ще дозволяла Великій Британії та Франції замовляти боєприпаси у Сполучених Штатах та везти їх додому. Як посол у Сполучених Штатах у 1939—1940 роках лорд Лотіан підтримував ленд-лізі закликав прем'єр-міністра Вінстона Черчилля до більш тісної співпраці з президентом Франкліном Рузвельтом. Його успіх можна пояснити його розумінням американської політики та культури, його навичками традиційної дипломатії, його роллю посередника між Черчиллем і Рузвельтом та ефективністю британських агентств воєнної пропаганди.

#### Рузвельт і Черчилль розробили Атлантичну хартію в серпні 1941 року
Вінстон Черчилль, який тривалий час застерігав від нацистської Німеччини та вимагав переозброєння, став прем'єр-міністром після того, як політика умиротворення його попередника Невіла Чемберлена повністю зазнала краху, і Британія не змогла повернути назад німецьке вторгнення в Норвегію у квітні 1940 року. Після падіння Франції у червні 1940 року Рузвельт надав Великій Британії та (після червня 1941 року) Радянському Союзу всю допомогу, крім війни. Угода про руйнівники для базякий був підписаний у вересні 1940 р., дав Сполученим Штатам безоплатну оренду на 99 років численних наземних і повітряних баз по всій Британській імперії в обмін на отримання Королівського флоту 50 старих есмінців від ВМС США. Починаючи з березня 1941 року, Сполучені Штати запровадили ленд-ліз у вигляді танків, винищувачів, боєприпасів, куль, продуктів харчування та медичних товарів. Велика Британія отримала 31,4 мільярда доларів із 50,1 мільярда доларів, надісланих союзникам. Рузвельт наполягав на тому, щоб уникнути помилки, яку Вільсон зробив під час Першої світової війни, налаштувавши фінансування як позики, які повинні були повернути одержувачі. Допомога по ленд-лізу надавалася безоплатно, без виплат. Були також готівкові позики, які поверталися за низькими ставками протягом півстоліття.
Зустрічі на вищому рівні стали стандартною практикою, починаючи з серпня 1941 року, коли Черчилль і Рузвельт зустрілися на британській території і оголосили про Атлантичну хартію. Він став основоположним документом — його мали підписати всі союзники — і це призвело до утворення Організації Об'єднаних Націй. Незабаром після нападу на Перл-Харбор Черчилль провів кілька тижнів у Вашингтоні разом із старшим персоналом, виробляючи стратегію військового часу з американськими колегами на конференції в Аркадії. Вони створили Об'єднаний штаб начальників штабів для планування та координації стратегії та операцій. Військове співробітництво було тісним і успішним.
Технічне співробітництво було ще тіснішим, оскільки обидві країни поділилися секретами та зброєю, що стосуються неконтактного запобіжника (запобіжника) і радара, а також авіаційних двигунів, нацистських кодів та атомної бомби.
Під час війни у Великій Британії базувалися мільйони американських військовослужбовців. Американці отримували в п'ять разів більше, ніж порівнянним британським військовослужбовцям, що призвело до певних тертя з британськими чоловіками і змішаних шлюбів з британськими жінками.
У 1945 році Велика Британія направила частину британського флоту для допомоги запланованому жовтневому вторгненню США в Японію, але це було скасовано, коли Японія була змушена беззастережно капітулювати в серпні.

#### Індія
Серйозне напруження виникло через американські вимоги надати Індії незалежність, пропозицію, яку Черчилль рішуче відхилив. Роками Рузвельт заохочував Британію відійти від Індії. Американська позиція ґрунтувалася на принциповій опозиції колоніалізму, практичній турботі про результат війни та очікуванні великої ролі Америки в постколоніальну епоху. У 1942 році, коли Партія Конгресу розпочала рух «Вийти з Індії», колоніальна влада заарештувала десятки тисяч активістів (включаючи Махатму Ганді). Тим часом Індія стала головною американською базою для допомоги Китаю. Черчилль погрожував піти у відставку, якщо Рузвельт продовжить висувати свої вимоги, і Рузвельт відступив. Черчилль вірив у цілісність Британської імперії, але влітку 1945 року він був звільнений з посади. Новий лейбористський уряд Еттлі був набагато прихильнішим до прагнень Індії. Процес деколонізації був підкреслений незалежністю, наданою Великою Британією Індії, Пакистану та Цейлону (нині Шрі-Ланка) у 1947 році. Сполучені Штати схвалили, але не надали фінансової чи дипломатичної підтримки.

### Післявоєнні фінансові проблеми та план Маршалла (1945—1952)
Після війни Британія зіткнулася з глибокою фінансовою кризою, тоді як Сполучені Штати пережили економічний бум. Сполучені Штати продовжують фінансувати британську казну після війни. Значна частина цієї допомоги була призначена для відновлення інфраструктури та допомоги біженцям. Британія отримала екстрену позику в розмірі 3,75 мільярда доларів у 1946 році; це була 50-річна позика з низькою процентною ставкою 2 %. Більш постійним рішенням став План Маршалла 1948—1951 рр., за яким у Західну Європу було витрачено 13 мільярдів доларів, з яких 3,3 мільярда доларів надійшло до Великої Британії, щоб допомогти модернізувати її інфраструктуру та бізнес-практики. Допомога була подарунком і містила вимоги, щоб Британія збалансувала свій бюджет, контролювала тарифи та підтримувала адекватні валютні резерви. Американські цілі плану Маршалла полягали в тому, щоб допомогти відновити післявоєнну економіку в Європі, допомогти модернізувати економіку та мінімізувати торгові бар'єри. Коли Радянський Союз відмовився брати участь або дозволити своїм сателітам брати участь, план Маршалла став елементом холодної війни, що виникла. Британський лейбористський уряд був захопленим учасником.
Між двома країнами існувала політична напруженість щодо вимог плану Маршалла. Лондон сумнівався з приводу акценту Вашингтона на європейській економічній інтеграції як на рішення післявоєнного відновлення. Інтеграція з Європою на цьому етапі означала б розірвання тісних зв'язків із Співдружністю, що формується. Лондон намагався переконати Вашингтон, що американська економічна допомога, особливо валюті стерлінгів, необхідна для вирішення дефіциту долара. Британський економіст стверджував, що їхня позиція була підтверджена до 1950 року, оскільки промислове виробництво в Європі перевищило довоєнний рівень. Вашингтон зажадав конвертації фунтів стерлінгів 15 липня 1947 року, що спричинило серйозну фінансову кризу для Британії. Конвертованість була припинена 20 серпня 1947 року. Однак до 1950 року переозброєння Америки та великі витрати на Корейську війну та Холодну війну остаточно поклали край дефіциту долара. За словами Джима Томлінсона, проблеми з платіжним балансом проблеми післявоєнного уряду були викликані не стільки економічним занепадом, скільки політичним перевищенням.

### Доктрина Трумена та холодна війна 1947—1953рр.
Лейбористський уряд, який був стривожений загрозою комунізму на Балканах, закликав США взяти на себе роль Великої Британії в Громадянській війні в Греції, що призвело до доктрини Трумена в 1947 році, з фінансовою та військовою допомогою Греції та Туреччини. коли Британія вийшла з регіону.
Потреба у формуванні єдиного фронту проти радянської загрози змусила США та Велику Британію співпрацювати у створенні Організації Північноатлантичного договору зі своїми європейськими союзниками. НАТО є союзом для взаємної оборони, у якому напад на одну країну-член вважається нападом на всіх членів.
Сполучені Штати мали антиколоніальну та антикомуністичну позицію у своїй зовнішній політиці протягом усього періоду холодної війни. Військові сили Сполучених Штатів і Сполученого Королівства брали активну участь у Корейській війні, воювали за мандатом Організації Об'єднаних Націй. Військовий глухий кут нарешті привів до перемир'я, яке завершило бої в 1953 році. У тому ж році британські та американські розвідувальні служби працювали разом і відігравали важливу роль у підтримці іранського перевороту 1953 року, коли іранські військові відновили шаха до влади.
У 1954 році США спробували допомогти осадженій французькій армії в розпал битви при Дьєн Бьєн Фу у В'єтнамі. Вони планували операцію «Стерв'ятник» ; планова повітряна атака на протилежних комуністичних В'єтнаму позиції облогових. Президент Дуайт Д. Ейзенхауер зробив американську участь залежною від британської підтримки, але міністр закордонних справ сер Ентоні Іден був проти, і Vulture був неохоче скасований.  Після падіння Дьєн Бьєн Фу держсекретар США Джон Фостер Даллес посварився з Іденом. Він залишив Женевську конференцію 1954 року, залишивши США, щоб уникнути прямої асоціації з переговорами, які привели до створення Демократичної Республіки В'єтнам.

### Гнівне заперечення: Суецька криза 1956 року
Суецький криза вибухнула в жовтні 1956 роки після того, як Велика Британія, Франція і Ізраїль вторглися в Єгипет, щоб відновити контроль над Суецьким каналом. Ейзенхауер неодноразово застерігав Лондон від будь-яких подібних дій і побоювався краху західного впливу в регіоні. Крім того, існував ризик розгортання війни після того, як Радянський Союз погрожував втрутитися на боці Єгипту та вторгся в Угорщину, щоб придушити повстання. Вашингтон відповів сильним фінансовим і дипломатичним тиском, щоб змусити загарбників відступити. Британський післявоєнний борг був настільки великим, що економічні санкції могли спричинити девальвацію фунта стерлінгів. Це було б катастрофою, і коли стало зрозуміло, що міжнародні санкції серйозні, загарбники відступили. Ентоні Іден незабаром пішов у відставку з посади прем'єр-міністра, залишивши посаду із зруйнованою репутацією. Світ відзначив падіння Британії статусу на Близькому Сході та в усьому світі. Англо-американське співробітництво впало до найнижчого рівня з 1890-х років.
Проте новий прем'єр-міністр Гарольд Макміллан (1957—1963) відновив добрі стосунки з Ейзенхауером і президентом Джоном Ф. Кеннеді (1961—1963). Інтимність і теплота характеризували його стосунки з останнім, який призначив Девіда К. Е. Брюса послом.

### Ліндон Джонсон і Гарольд Вілсон: 1963—1969
Після вбивства Кеннеді президент Ліндон Б. Джонсон (1963—1969) залишив Брюса, але проігнорував усі його рекомендації. Брюс прагнув до більш тісних зв'язків з Великою Британією та більшої єдності Європи. Звіти Брюса про фінансовий стан Британії були песимістичними та тривожними. Стосовно В'єтнаму Брюс приватно поставив під сумнів причетність США і постійно закликав адміністрацію Джонсона дозволити Британії відігравати більшу роль у припиненні конфлікту.  Британським послом був сер Патрік Дін(1965—1969). Дін був стурбований гострими труднощами щодо В'єтнаму та британських військових зобов'язань на схід від Суеца. Він пропагував взаєморозуміння, але Джонсон значною мірою проігнорував його, оскільки традиційні англо-американські відносини занепадали, а Джонсон не любив усіх дипломатів. Крім того, Лондон все менше покладався на послів і посольства.
Через Угоду про взаємну оборону США та Великої Британії, підписану в 1958 році, США допомагали Великій Британії в розробці ядерного арсеналу. Британці, однак, фінансово не змогли розробити власні системи доставки ядерної зброї. У квітні 1963 року угода про продаж Polaris передбачала США продати балістичну ракету UGM-27 Polaris для використання у підводному флоті Королівського флоту, починаючи з 1968 року
Американська політика стримування вимагала військового опору експансії комунізму, і війна у В'єтнамі стала головним полем битви у 1950-х роках аж до перемоги комуністів у 1975 році. Прем'єр-міністр Гарольд Вільсон (1964—1970) вірив у міцні " особливі стосунки " і хотів підкреслити свої відносини з Білим будинком, щоб зміцнити свій власний престиж як державного діяча. Президент Ліндон Б. Джонсон не любив Вілсона і ігнорував будь-які «особливі» стосунки. Він погодився надати фінансову допомогу, але рішуче виступав проти британських планів девальвувати фунт і вивести військові частини на схід від Суеца. Хворою точкою був В'єтнам.  Оскільки після 1964 року залучення американських військових поглибилося, Джонсон неодноразово просив британські наземні підрозділи підтвердити міжнародну підтримку американського втручання. Вілсон ніколи не посилав війська, але він надавав допомогу з розвідкою, навчання війні в джунглях, а також усну підтримку. Він також виявив ініціативу у спробах численних посередницьких схем, які, як правило, передбачають російське втручання, жодна з яких не отримала популярності.  Політика Вільсона розділила Лейбористську партію; консервативна опозиція в цілому підтримувала американську позицію щодо В'єтнаму. Питання зовнішньої політики рідко були помітними на загальних виборах.  Вільсон і Джонсон також різко розходилися щодо економічної слабкості Британії та її зниження статусу світової держави. Історик Джонатан Колман робить висновок, що це створило найбільш незадовільні «особливі» відносини у 20 столітті.

### 1970-ті
Едвард Хіт (прем'єр-міністр 1970-74) і Річард Ніксон (президент 1969-74) підтримували тісні робочі стосунки.  Хіт відхилився від своїх попередників, підтримавши рішення Ніксона бомбардувати Ханой і Хайфон у В'єтнамі в квітні 1972 року.  Тим не менш, відносини помітно погіршилися на початку 1970-х років. Протягом усього свого прем'єрства Хіт наполягав на використанні фрази «природні відносини» замість «особливих відносин» для позначення англо-американських відносин, визнаючи історичну та культурну схожість, але ретельно заперечуючи будь-що особливе, крім цього. Хіт був сповнений рішучості відновити певну рівність в англо-американських відносинах, у яких Сполучені Штати все більше домінували, оскільки влада та економіка Сполученого Королівства погіршувалися в постколоніальну епоху.
Поновлений тиск Хіта щодо вступу Великої Британії до Європейського економічного співтовариства (ЄЕС) привів до нової напруженості між Сполученим Королівством та Сполученими Штатами. Президент Франції Шарль де Голль, який вважав, що вступ Британії дозволить неправомірний вплив США на організацію, наклав вето на попередні спроби вступу Британії. Остаточна заявка Хіта виграла від більш поміркованих поглядів Жоржа Помпіду, наступника Де Голля на посту президента Франції, і його власного євроцентричного зовнішньополітичного графіку. Адміністрація Ніксона розглядала цю заявку як відхід від тісних зв'язків зі Сполученими Штатами на користь континентальної Європи. Після прийняття Великої Британії до ЄЕС у 1973 році Хіт підтвердив цю інтерпретацію, повідомивши своїх американських колег, що Сполучене Королівство відтепер буде формулювати європейську політику з іншими членами ЄЕС, перш ніж обговорювати її зі Сполученими Штатами. Крім того, Хіт вказав на свою потенційну готовність розглянути питання про ядерне партнерство з Францією і поставив під сумнів, що отримає Сполучене Королівство в обмін на використання американцями британських військових і розвідувальних об'єктів у всьому світі.  Натомість Ніксон та його держсекретар Генрі Кіссінджер ненадовго перекрили зв'язок англо-американської розвідки в серпні 1973 року Потім Кіссінджер спробував відновити американський вплив у Європі за допомогою свого невдалого плану «Рік Європи» 1973 року щодо оновлення угод з НАТО. Члени адміністрації Хіта, включаючи самого Хіта в наступні роки, сприйняли це оголошення з насмішкою.
У 1973 році американські та британські чиновники не погоджувалися в поводженні арабо-ізраїльської війни Судного дня. У той час як адміністрація Ніксона негайно збільшила військову допомогу Ізраїлю, Хіт зберіг нейтралітет Великої Британії в конфлікті і ввів британське ембарго на постачання зброї для всіх комбатантів, що здебільшого перешкоджало ізраїльтянам, не даючи їм отримати запасні частини для своїх танків Centurion. Англо-американські розбіжності посилилися з приводу одностороннього рішення Ніксона підняти американські сили, розміщені на британських базах, до статусу DEFCON 3 25 жовтня у відповідь на порушення режиму припинення вогню Організацією Об'єднаних Націй.  Хіт заборонив збір американської розвідки, поповнення або заправку з британських баз на Кіпрі, що значно обмежило ефективну дальність дії американських літаків-розвідників.  Натомість Кіссінджер ввів друге відключення розвідки через цю незгоду, а деякі в адміністрації навіть запропонували Сполученим Штатам відмовитися від допомоги в модернізації британської ракети до системи Polaris.  Напруженість між Сполученими Штатами та Сполученим Королівством послабилася, коли вступило в силу друге припинення вогню. Повернення Вільсона до влади в 1974 році допомогло повернути англо-американські відносини в норму.
23 липня 1977 року посадові особи Сполученого Королівства та Сполучених Штатів переукладали попередню угоду про Бермудські острови I та підписали Угоду Бермудські острови II, згідно з якою лише чотирьом авіакомпаніям, двом із Сполученого Королівства та двом із Сполучених Штатів, було дозволено виконувати рейси. між лондонським аеропортом Хітроу та вказаними «містами-шлюзами» у Сполучених Штатах. Угода про Бермудські острови II діяла майже 30 років, поки її врешті не замінила Угода ЄС-США про відкрите небо, яка була підписана 30 квітня 2007 року та набула чинності 30 березня 2008 року.

### 1980-ті
Маргарет Тетчер (прем'єр-міністр, 1979—1990) і Рональд Рейган (президент, 1981—1989) швидко подружилися. За словами Девіда Каннадіна :
Багато в чому це були дуже різні фігури: він був сонячним, доброзичливим, чарівним, розслабленим, оптимістичним і з невеликою інтелектуальною цікавістю чи володінням деталями політики; вона була владною, войовничою, конфронтаційною, невтомною, гіперактивною і володіла неперевершеним знанням фактів і цифр. Але хімія між ними спрацювала. Рейган був вдячний за її інтерес до нього в той час, коли британський істеблішмент відмовлявся сприймати його всерйоз; вона погоджувалася з ним про важливість створення багатства, зниження податків і створення міцнішого захисту від Радянської Росії; і обидва вірили у свободу та свободу вільного ринку, а також у необхідність подолати те, що Рейган пізніше назвав «імперією зла».
Протягом 1980-х Тетчер рішуче підтримувала непохитну позицію Рейгана щодо Радянського Союзу. Рейган і Тетчер часто називалися «політичними спорідненими душами» та високою точкою в " Особливих стосунках «Рейган і Тетчер багато разів зустрічалися протягом своєї політичної кар'єри, виступаючи разом під час протистояння радянському генеральному секретарю Михайлові Горбачову. Під час радянсько-афганської війни Велика Британія підтримувала військову та фінансову допомогу США антикомуністичним повстанцям моджахедів в операції „Циклон“.
У 1982 році британський уряд звернувся до Сполучених Штатів з проханням продати балістичну ракету Trident II D5, супутнє обладнання та відповідну системну підтримку для використання на чотирьох атомних підводних човнах класу Vanguard у Королівському Королівстві. флот. Балістична ракета Trident II D5 замінила попереднє використання у Великій Британії балістичної ракети UGM-27 Polaris, починаючи з середини 1990-х років.
Під час Фолклендської війни 1982 року Сполучені Штати спочатку намагалися бути посередником між Сполученим Королівством та Аргентиною, але в підсумку підтримали контр-вторгнення Сполученого Королівства. США надали британським збройним силам обладнання, а також матеріально-технічне забезпечення.
У жовтні 1983 року Сполучені Штати та коаліція Організації східно-карибських держав здійснили операцію „Невідкладна лютість“, вторгнення в острівну державу Співдружності Гренада після марксистського перевороту. Сусідні країни регіону звернулися до Сполучених Штатів з проханням про військове втручання, що вони успішно зробили, незважаючи на запевнення британського уряду, який глибоко обурений.
15 квітня 1986 року військові США під керівництвом президента Рейгана з дозволу прем'єр-міністра Тетчер розпочали операцію „Каньйон Ельдорадо“, бомбардування Триполі та Бенгазі в Лівії з баз Королівських ВПС в Англії. Це була контратака Сполучених Штатів у відповідь на спонсорований лівійською державою тероризм, спрямований проти мирного населення та американських військовослужбовців під керівництвом Муаммара Каддафі, особливо на вибух на дискотеці в Західному Берліні в 1986 році.
21 грудня 1988 року рейс 103 компанії Pan American Worldways з лондонського аеропорту Хітроу до нью-йоркського міжнародного аеропорту імені Джона Ф. Кеннеді вибухнув над містом Локербі, Шотландія, загинули 169 американців і 40 британців на борту. Мотив, який зазвичай приписують Лівії, можна простежити до серії військових зіткнень з ВМС США в затоці Сідра 1981, 1986 та 1989 років, через заяви Лівії на води затоки як свої територіальні води. Незважаючи на обвинувальний вирок 31 січня 2001 року Шотландським Верховним судом, який виніс рішення проти Абдельбасета аль-Меграхі, бомбардувальник, за звинуваченням у вбивстві та змові з метою скоєння вбивства, Лівія ніколи офіційно не визнавала здійснення вибуху 1988 року над Шотландією до 2003 року.
Під час радянсько-афганської війни Сполучені Штати та Сполучене Королівство протягом 1980-х років надавали зброю повстанцям моджахедів в Афганістані, поки останні війська Радянського Союзу не залишили Афганістан у лютому 1989 року

## Після холодної війни
Коли Сполучені Штати стали єдиною світовою наддержавою після розпаду Радянського Союзу, з'явилися нові загрози, з якими зіткнулися Сполучені Штати та їхні союзники по НАТО. Оскільки військове нарощування почалося в серпні 1990 року, а застосування сили почалося в січні 1991 року, Сполучені Штати, а потім і Велика Британія, надали дві найбільші сили відповідно для армії коаліції, яка звільнила Кувейт від режиму Саддама Хусейна під час війна в Перській затоці.
У тисячу дев'ятсот дев'яносто сім загальних виборах, то Лейбористська партія була обрана на посаду вперше за вісімнадцять років. Новий прем'єр-міністр Тоні Блер і Білл Клінтон використовували вираз „третій шлях“, щоб описати свої лівоцентристські ідеології. У серпні 1997 року американський народ висловив солідарність з британським народом, розділивши їх горе і почуття шоку у зв'язку зі смертю Діани, принцеси Уельської, яка загинула в автокатастрофі в Парижі. Протягом 1998 та 1999 років Сполучені Штати та Велика Британія посилали війська для встановлення миру під час війни в Косово. Тоні Блер вирішив розвинути дуже тісні стосунки з Білим домом.

### Війна з терором та війна в Іраку
67 британців були серед 2977 жертв, убитих під час терактів на Світовий торговий центр та інших місцях 11 вересня 2001 року. Нападником була Аль-Каїда. Після терактів 11 вересня 2001 року у Сполученому Королівстві виникла величезна симпатія до американського народу, і Блер був одним із найрішучіших міжнародних прихильників Буша за військові дії проти Аль-Каїди та Талібану. Дійсно, Блер став найбільш чітким речником. Президент Буш сказав Конгресу, що „Америка не має кращого друга, ніж Велика Британія“.
Сполучені Штати оголосили війну з тероризмом після нападів. Британські війська брали участь у війні НАТО в Афганістані. Блер став лідером (проти опозиції Франції, Канади, Німеччини, Китаю та Росії) у виступі за вторгнення в Ірак у 2003 році. Знову Велика Британія була другою після США у відправці військ до Іраку. Обидві сторони припинили свою діяльність після 2009 року і вивели свої останні війська в 2011 році. Президент Буш і прем'єр-міністр Блер надали постійну взаємну політичну і дипломатичну підтримку і виграли голоси в Конгресі та парламенті проти своїх критиків вдома.  У цей період держсекретар Дональд Рамсфелд сказав, що „Америка не має кращого союзника, ніж Сполучене Королівство“.
На 7 липня 2005 вибухи бомб в Лондоні наголосили різницю в характері терористичної загрози для обох країн. Сполучені Штати зосередилися насамперед на глобальних ворогах, таких як мережа Аль-Каїда та інші ісламські екстремісти з Близького Сходу. Вибухи в Лондоні були здійснені доморощеними мусульманами-екстремістами, і це підкреслювало загрозу Сполученого Королівства від радикалізації її власного народу.
Після заяв Liberty про те, що британські аеропорти використовувалися ЦРУ для надзвичайних польотів, Асоціація офіцерів поліції розпочала розслідування у листопаді 2005 року. Звіт було опубліковано в червні 2007 року і не знайшло жодних доказів на підтримку цієї заяви. Це було того ж дня, коли Рада Європи оприлюднила свою доповідь із доказами того, що Велика Британія вступила в змову у надзвичайній передачі, що прямо суперечило висновкам ACPO.  У звіті Комітету з розвідки та безпеки парламенту за 2018 рік виявлено, що Сполучене Королівство, зокрема MI5 і MI6, бути причетним до багатьох зображень, здійснених США, допомогли їх фінансувати, надавши їм розвідку та свідомо дозволивши їм відбутися.
До 2007 року підтримка британської громадськості війни в Іраку різко впала.  Незважаючи на історично низький рейтинг Тоні Блера з британським народом, головним чином через звинувачення в несправності урядової розвідки Іраку, що володіє зброєю масового знищення, його невибачливу і непохитну позицію щодо британського союзу зі Сполученими Штатами можна підсумувати в його власні слова. Він сказав: „Ми повинні залишатися найближчим союзником США… не тому, що вони могутні, а тому, що ми поділяємо їхні цінності“.  Альянс між Джорджем Бушем і Тоні Блером серйозно пошкодив репутацію прем'єр-міністра в очах багатьох британських громадян. Тоні Блер стверджував, що в інтересах Сполученого Королівства „захистити і зміцнити зв'язки“ зі Сполученими Штатами, незалежно від того, хто знаходиться в Білому домі.  Сприйняття того, що стосунки були нерівними, призвело до використання терміна „пудельство“ в британських ЗМІ, що Британія та її лідери були болонками для американців.
На 11 червня 2009 року британська заморська територія в Бермудах прийняв чотири китайських уйгурів з американського Затримання об'єкта на військово — морській базі Гуантанамо на Кубі.  Усі вони були захоплені під час очолюваного Сполученими Штатами вторгнення в Афганістан у жовтні 2001 року. Це рішення розлютило Лондон, оскільки британські чиновники вважали, що з ними слід порадитися.

## Торгівля, інвестиції та економіка
Сполучені Штати є найбільшим єдиним експортним ринком Сполученого Королівства, купивши британських товарів на 57 мільярдів доларів у 2007 році  Загальний обсяг торгівлі імпортом та експортом між Великою Британією та Сполученими Штатами склав 107,2 мільярда доларів у 2007 році.
Сполучені Штати та Велика Британія мають найбільше у світі партнерство з прямими іноземними інвестиціями. У 2005 році прямі американські інвестиції у Сполучене Королівство становили 324 мільярди доларів, тоді як прямі британські інвестиції в Сполучені Штати становили 282 мільярди доларів.

На прес-конференції, де було кілька посилань на особливі відносини, державний секретар США Джон Керрі в Лондоні з міністром закордонних справ Великої Британії Вільямом Хейгом 9 вересня 2013 року сказав:
Ми не тільки один для одного є найбільшими інвесторами в кожній із наших країн, один до одного, але факт полягає в тому, що кожен день майже мільйон людей їде працювати в Америку на британські компанії, які знаходяться в Сполучених Штатах, так само більше ніж мільйон людей їде працювати тут, у Великій Британії, для американських компаній, які тут працюють. Тому, очевидно, ми надзвичайно пов'язані разом. І ми прагнемо зробити відносини США-Великої Британії та США-ЄС ще сильнішими рушійними силами нашого процвітання.

## Туризм
Понад 4,5 мільйона британців щороку відвідують США, витрачаючи 14 мільярдів доларів. Близько 3 мільйонів людей зі Сполучених Штатів відвідують Велику Британію щороку, витрачаючи 10 мільярдів доларів.  Через всесвітню пандемію COVID-19 міжнародний туризм в обох країнах впав у 2020 році.

## Транспорт
Усі три головні американські авіалінії: American Airlines, United Airlines та Delta Airlines здійснюють прямі рейси між США та Великою Британією, головним чином між Лондоном та Нью-Йорком, хоча всі три здійснюють рейси до аеропорту Хітроу з низки центрів, а також до інших великих Сполучених Штатів. аеропорти, такі як Манчестер аеропорт, аеропорт Единбурга і аеропорт Глазго. Крім того, Delta ділиться кодами з британською Virgin Atlantic, у якій їй належить 49 % акцій. Лоукостери JetBlue і Southwest Airlines літають між східними США та британськими заморськими територіями. Бермудські острови, Британські Віргінські острови, Кайманові острови та острови Теркс і Кайкос, а JetBlue також літає між Лондоном і Нью-Йорком. Британський авіаперевізник British Airways виконує рейси в більш ніж двадцяти напрямках в США і головний британський чартерної авіакомпанії, TUI Airways літати в США, хоча в основному для відпочинку у Флориді і Каліфорнії.
Обидва American Airlines і BA є засновниками альянсу авіакомпаній, Oneworld. BA, TUI Airways і Virgin Atlantic є основними покупцями американських літаків Boeing. Польоти між США та Великою Британією на даний момент у 2019 році підтримуються Угодою між США та ЄС про відкрите небо, яка була укладена в 2008 році, яка дозволяє будь-якій авіакомпанії з обох країн літати між собою.
Міжнародний аеропорт імені Джона Ф. Кеннеді в Нью-Йорку є найпопулярнішим міжнародним напрямком для людей, які вилітають з аеропорту Хітроу. Приблизно 2 802 870 людей численними щоденними безпосадковими рейсами літали з Хітроу до Джона Кеннеді в 2008 році.  Concorde, флагманський надзвуковий авіалайнер British Airways, почав трансатлантичні рейси до міжнародного аеропорту Вашингтона Даллеса в США 24 травня 1976 року. Трансатлантичний маршрут між лондонським Хітроу та нью-йоркським JFK за 3,5 години здійснив перший оперативний рейс між двома вузлами 19 жовтня 1977 року, а останній — 23 жовтня 2003 року
Два основних американських міжміських автобусних перевізника; Greyhound Lines і протягом періоду з 1999 по 2019 Coach USA, а також їхні дочірні компанії належать великій британській транспортній компанії FirstGroup з Greyhound  і Stagecoach з Coach USA. Бюджетний бренд Coach USA Megabus, який почав свою діяльність у 2006 році, сам є копією британської версії компанії знижкових автобусів, яка була запущена в 2003 році